# Klas Lundström
Klas Lundström, född 19 februari 1889 i Piteå, död 26 mars 1951 i Nacka, var en svensk idrottsman (långdistanslöpare). Han tävlade för IK Göta.
Lundström vann SM-guld på 10 000 m år 1911. Vid OS i Stockholm 1912 kom han på trettonde plats i terränglöpning och utgick ur försöken på 5 000 meter.